# Jenzat
Jenzat é uma comuna francesa na região administrativa de Auvérnia-Ródano-Alpes, no departamento Allier. Estende-se por uma área de 11,55 km². Em 2010 a comuna tinha 523 habitantes (densidade: 45,3 hab./km²).